# مورچه کاردیوکوندیلای مدیترانه ای
مورچه کاردیوکوندیلای مدیترانه ای (نام علمی: Cardiocondyla elegans) نام یک گونه از سرده کاردیوکندیلا است. این گونه در ایران و حوضه مدیترانه یافت میشود.